# Yeghipatrush
Yeghipatrush (en armenio: Եղիպատրուշ, también romanizado como Eghipatrush; hasta 1945, Tanjrlu y Tamdzhirlu, entre 1945-1992, Mravyan y Mrravyan) es una comunidad rural de la provincia de Aragatsotn en Armenia.
Durante el período soviético, fue renombrado en honor a Askanaz Mravyan, comisario de cultura comunista. Tienen una iglesia de los siglos X-XIII, la iglesia de Surb Astvatsatsin. Unos 100 metros más allá de la iglesia hay un cementerio con basílica del siglo V.
En 2009 tenía 847 habitantes.
Se ubica en la parte más oriental de la provincia, unos 10 km al sureste de Aparan.